# Ни чул, ни видял
„Ни чул, ни видял“ (на френски: Ni vu... Ni connu...) е френска черно-бяла кинокомедия от 1958 г. на френския кинорежисьор Ив Робер. Сценарият е на Жак Селе по романа „L'Affaire Blaireau“ на Алфонс Але. Главната роля на бракониера Язовеца се изпълнява от френския киноартист Луи дьо Фюнес. Главната женска роля на Арабела се изпълнява от френската киноактриса Ноел Адам. В ролята на учителя Амеде Флешар участва Клод Риш.

## Сюжет
Внимание:  Текстът по-долу разкрива сюжета на произведението (или части от него)!
Малкото френско градче Монпаяр е със славата си на най-спокойния град във Франция. На пътната табела с името на града е написано: „Монпаяр - най-спокойният град във Франция“. Бракониерът с прякор Язовеца снабдява с дивеч и риба гражданите на Монпаяр по време на забраната за лов и риболов. Местният полицай Паржу все не успява да хване Язовеца по време на бракониерстване, но от момента в който Язовеца е несправедливо обвинен за престъпник и вкаран в затвора Монпаяр не е вече най-спокойният град във Франция...

## В ролите
| Изпълнител       | Роля                 |
| ---------------- | -------------------- |
| Луи дьо Фюнес    | Язовеца              |
| Ноел Адам        | Арабела              |
| Клод Риш         | учителя Амеде Флешар |
| Фредерик Дювалес | кмета Дюбено         |
| Ролан Армонтел   | Леон дьо Шавил       |
| Мадлен Барбюле   | мадам дьо Шавил      |
| Пиер Стефен      | прокурор             |
| Жан-Мари Амато   | Гийош                |
| Колет Рикар      | ученичка             |
| Робер Ватие      | съдия Ляришиние      |
| Пиер Монди       | Блюет                |